# The New Gladiators
The New Gladiators è un film documentario diretto da Bob Hammer nel 1973-74, ideato da Elvis Presley e dal suo istruttore di Karate Ed Parker, incentrato sui combattimenti del team olimpico USA di Karate a Londra, Inghilterra, e a Bruxelles, Belgio.
Narrato da Chuck Sullivan, venne filmato tra il 1973 e il 1974, ma fu distribuito solo nel 2002. La pellicola fu finanziata da Elvis, che praticava il Karate fin dal suo periodo nell'esercito durante il servizio militare.

## Produzione
Nel 1974, George Waite presentò l'idea del documentario a Ed Parker, che ne parlò a Presley. Nel film, Presley avrebbe interpretato il ruolo principale, introducendo l'arte marziale del Karate con tanto di dimostrazioni pratiche.
Elvis si disse entusiasta dell'idea. Ci fu una riunione a Graceland, ma non venne raggiunto nessun accordo ufficiale perché Presley doveva partire per Las Vegas per esibirsi in un concerto. La mattina successiva Presley chiamò Waite e mandò il suo aereo privato per portarlo insieme alla moglie a Las Vegas per finire la riunione. Dopo lo show, Presley diede un anticipo di 50,000 dollari per finanziare il progetto del film. Nel 1977, dopo la morte di Elvis, il girato restò rinchiuso in un garage a West Hollywood e il progetto si arenò. Nel 2001, il materiale venne rinvenuto, restaurato, e successivamente distribuito il 17 agosto 2002. Il 16 agosto 2009, la Elvis Presley Enterprises ha diffuso una nuova versione del film con l'aggiunta di scena extra che vedono Elvis Presley in allenamenti di Karate.